# Xã Franklin, Quận Bremer, Iowa
Xã Franklin (tiếng Anh: Franklin Township) là một xã thuộc quận Bremer, tiểu bang Iowa, Hoa Kỳ. Năm 2010, dân số của xã này là 429 người.